# 傑夫·齊恩茨
杰弗里·邓斯顿·津茨（英語：Jeffrey Dunston Zients，1966年11月12日—）是一位美國企業高管和政府官員，曾任白宫办公厅主任（第31任）。2021年1月至2022年4月擔任總統顧問以及白宮冠狀病毒應對協調員。
在歐巴馬總統任內，齊恩茨在2014年2月至2017年1月擔任國家經濟委員會主任，2010年和2012年至2013年擔任美国行政管理和预算局代理主任，並領導推出《患者保护与平价医疗法案》的衛生保健網在遇到問題時進行修復的緊急工作。
2023年1月22日，有報告指出齊恩茨將在2月接替罗恩·克莱恩出任白宫办公厅主任；2月8日，齊恩茨在拜登總統發表國情咨文之後就職，成為第31任白宫办公厅主任。

## 早年生活和教育
傑夫·齊恩茨出生於華盛頓特區，在馬裡蘭州肯辛頓長大。家人是猶太人。1984年畢業聖奧爾本斯學校，並在杜克大學獲得政治學士學位，1988年以優異成績畢業。

## 外部連結
- 维基共享资源上的相關多媒體資源：傑夫·齊恩茨
- C-SPAN內的頁面（英文）